# Heinrich Bruns
Ernst Heinrich Bruns, född 4 september 1848 i Berlin, död 23 september 1919 i Leipzig, var en tysk astronom.
Bruns var 1873–1876 observator vid observatoriet i Dorpat, blev 1876 extra ordinarie professor i matematik i Berlin och kallades 1882 till professor i astronomi och direktor för observatoriet i Leipzig. Han var i sin vetenskapliga gärning, om man undantar hans kortvariga verksamhet som observator i Dorpat, nästan uteslutande teoretiker, och hans produktion har sin tyngdpunkt på det matematisk-astronomiska och det rent matematiska området, inom vilka han publicerade mycket betydande arbeten. Han blev ledamot av svenska Vetenskapsakademien 1909.
Asteroiden 901 Brunsia är uppkallad efter honom.